# هراچ خاچاطوریان
هراچ خاچاطوریان (ارمنی: Հրաչ Խաչատուրյան؛ انگلیسی: Herach Khachatourian زاده ۱۹۴۸) پزشک و نماینده ارمنی‌های جنوب در دوره نخست مجلس شورای اسلامی بود.

## زندگی‌نامه
هراچ خاچاطوریان در سال ۱۹۴۸ میلادی (۱۳۲۷ خورشیدی) در محله جلفای نو اصفهان متولد گردید. تحصیلات متوسطه را در دبیرستان‌های شاه عباس، سعدی و حکیم سنای اصفهان گذراند و سپس در سال ۱۹۶۶ (۱۳۴۵) در رشته پزشکی دانشگاه تهران پذیرفته شد و ادامه تحصیل داد.
در سال دوم تحصیل در دانشگاه، زمانی که برای گذراندن تعطیلات به اصفهان بازگشته بود، با همسر آینده اش آشنا می‌شود. بعد از پنج سال با او ازدواج می‌کند که حاصل این ازدواج یک فرزند پسر و یک فرزند دختر است.
وی در دوره نخست مجلس شورای اسلامی به عنوان نمایندهٔ ارمنی‌های جنوب ایران منتخب گردید.
- تعداد آراء: ۴٬۷۰۶
- درصد آراء: ۵۳٫۰۰

هراچ خاچاطوریان در حال حاضر، در درمانگاه خیریهٔ آودیس آودیسیان، به کار طبابت اشتغال دارند. وی همچنین عضو شورای خلیفه‌گری ارمنیان تهران بوده است.

## سمت‌ها و فعالیت‌ها
- عضویت در هیئت رئیسهٔ انجمن فرهنگی آرارات اصفهان
- طبابت در سازمان تأمین اجتماعی و بیمارستان سپاهان به صورت قراردادی
- عضویت در مجمع نمایندگان شورای خلیفه‌گری اصفهان و هیئت عالی اجرایی آن
- نماینده دوره نخست مجلس شورای اسلامی حوزه ارمنی‌های جنوب ایران